# 岩付城の戦い
岩付城の戦い（いわつきじょうのたたかい）は、大永5年（1525年）に武蔵岩付城（岩槻城）で行なわれた相模の北条氏綱軍と武蔵の扇谷上杉朝興の家臣・太田資頼の合戦である。
なお、岩付城攻防戦はこの他にも多数あり、永禄7年（1564年）の太田資正時代と、天正18年（1590年）の豊臣秀吉の小田原征伐時の2つの攻防戦が有名である。

## 大永5年の合戦の経緯
大永4年（1524年）1月の高輪原の戦いに勝利して武蔵進出の足掛かりを得た北条氏綱は、武蔵平定のために扇谷上杉家の属城である岩付城攻略に取りかかった。当時、岩付城は朝興の家臣・太田資頼が守っていたが、氏綱は資頼の家臣である渋江三郎を調略して内応させた。これにより、大永5年（1525年）2月6日に岩付城は陥落した。
ただしあっさり北条家の手中に落ちたわけでは無く、資頼は岩付城の堅固を利用して北条軍に3,000余の戦死者を出させるなど善戦し、山内上杉憲房や朝興も支援に出たが、遂に持ちこたえられなくなり、岩付城を放棄して逃亡したという。
戦後、北条氏綱は渋江三郎を岩付城代にして江戸城に引き揚げた。しかし朝興ら扇谷上杉家の抵抗は激しく岩付を北条家の領国化とする事はかなわずに享禄3年（1530年）9月に太田資頼により奪回された。

## 永禄7年の合戦の経緯
天文15年（1546年）4月の河越夜戦で北条氏康が扇谷上杉朝定を討ち取って大勝した結果、扇谷上杉家は滅亡した。
岩付城の太田家は資頼の子・資正が城主となり、越後上杉家の支援を得ながら抵抗していたが、永禄7年（1564年）の第2次国府台合戦で味方の里見氏が敗れたため、資正は北条氏康に降伏する。氏康は資正の嫡子・氏資に自分の娘と婚姻させる事を条件とし、資正もこれを了承した。ところが氏資は、異母弟の梶原政景を岩槻城内に拘束し、政景の生母を小田原城へ人質として差し出してしまう。資正と氏資は日頃から親上杉、親北条と方針をめぐって争い不仲で、さらに資正は庶子の政景を偏愛していた。そのため氏資は北条家との婚姻を資正が自らを人質にして弟を城主にするための陰謀と邪推したのである。
これは一説に氏康の人間関係の疑心暗鬼を利用した謀略だったともされている。資正と政景は氏資により岩槻から追放され、資正らは常陸の佐竹氏を頼って落ち延び、後に奪還を試みるが失敗した。
氏資は永禄10年（1567年）の三船山合戦で戦死し、以後岩付城は北条一門の重要な属城となる。

## 天正18年の合戦の経緯
天正14年（1586年）以降岩付城の修復が行われていた。天正18年（1590年）3月、豊臣秀吉の小田原征伐が始まり、4月に北条家の本拠である小田原城は豊臣家の大軍に包囲される。秀吉は小田原城包囲を続ける一方で別働隊を編成して武蔵にある北条家の属城を落とさせた。岩付城は当時、北条氏直の弟・太田氏房が城主を務めていたが、氏房は小田原征伐では小田原城に詰めていたため、岩付城は氏房の家臣・伊達房実や宮城為実、妹尾兼延が守っていた。房実らは豊臣の大軍相手に善戦したが、岩付城は落城している。